# Dumitru Nadu
Dumitru Nadu, né le 10 mai 1957 à Timișoara, est un footballeur roumain qui évoluait au poste de défenseur.

## Palmarès
- Avec le Poli Timișoara
  - Vainqueur de la Coupe de Roumanie en 1980
  - Finaliste de la Coupe de Roumanie en 1981

- Avec le Karlsruher SC
  - Champion d'Allemagne de D2 en 1984